# サウスダコタ時間
サウスダコタ時間（サウスダコタじかん）ではサウスダコタ州で使用されている時間帯について記す。サウスダコタ州は山岳部時間と中部時間に分かれている。州のおよそ西半分に相当する以下の郡では山岳部時間が使用されている。
- ベネット郡
- ビュート郡
- コーソン郡
- カスター郡
- デューイ郡
- フォールリバー郡
- ハーコン郡
- ハーディング郡
- ジャクソン郡
- ローレンス郡
- ミード郡
- オグラララコタ郡
- ペニントン郡
- パーキンズ郡
- スタンリー郡西部
- ジーバック郡

残りの東半分では中部時間が使用されている。また州全域で夏時間が実施されている。山岳部時間の地域で最大の都市はラピッドシティである。中部時間の地域には州都であるピアや州内最大都市スーフォールズが含まれている。

## tz database
IANAのtz databaseには、サウスダコタ州の標準時は下記のように含まれている。
| 国名コード | 座標            | タイムゾーン    | コメント                     | 標準時 | 夏時間 | 備考 |
| ---------- | --------------- | --------------- | ---------------------------- | ------ | ------ | ---- |
| US         | +415100−0873900 | America/Chicago | 中部時間（ほとんどの地域）   | −06:00 | −05:00 |      |
| US         | +394421−1045903 | America/Denver  | 山岳部時間（ほとんどの地域） | −07:00 | −06:00 |      |